# Vida (biographie)
Pour les articles homonymes, voir Vida.
Une vida (mot occitan signifiant Vie de troubadour ou biographie de troubadour) est un texte en prose anonyme, écrit au XIIIe siècle ou début du XIVe siècle en langue d'oc, racontant la vie d'un troubadour ou d'une trobairitz.

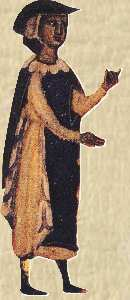
Bernard de Ventadour, enluminure du XIII

## Historiographie
Le mot vida (vita en Limousin) signifie « vie » en occitan. Dans les « chansonniers », les recueils de manuscrits de poésie médiévale des troubadours, les œuvres d’un auteur particulier sont souvent accompagnées d’une biographie.  Certains poèmes sont quelquefois également accompagnés de razós détaillant les circonstances dans lesquelles le poème a été composé.
Cent dix textes ont été retrouvés, principalement dans des manuscrits italiens. Ils constituent une des premières formes de biographies en langue romane. Ces textes sont placés en introduction des poésies des troubadours, et les histoires s'inspirent à la fois de la vie de ces troubadours telle qu'elle était connue à l'époque ou imaginées en s'inspirant de leurs poésies. La question de l’authenticité de ces vidas est sujette à discussion dans la mesure où certaines affirmations découlent simplement d’une lecture littérale de détails tirés des poèmes. Ces biographies ont peut-être comme origine les Vitae Latine dont Margarita Egan remarque des similarités dans les styles et les thèmes.
Les historiens, comme Michel Zink, ont relu les Vidas avec comme problématique « la naissance de la figure de l'écrivain ». L'historienne américaine Eliza Miruna Ghil s'est servie de ces Vidas pour écrire son livre sur le Parage, ce moment où au cours de la Croisade contre les Albigeois, une idée de solidarité entre les gens des différents États d'oc point. Jean Boutière et Alexander Herman Schutz ont donné un spicilège complet de vidas, avec traduction et commentaires.

## Usage des vidas
Postérieur d'un siècle aux poésies des troubadours, les vidas avaient comme emploi de présenter le troubadour et de servir de préface à ses poésies. Margarita Egan indique qu'à partir de l'étude de la syntaxe des biographies, ces vidas étaient destinées à être récitées en public, indice appuyé par la conclusion de la seconde version de la vida de Bernard de Ventadour qui annonce les poésies qui vont être chantées « E fetz aquestas chansos que vos auziretz aissi de sotz escriptas ».  La plupart de ces biographies ayant été trouvées dans des manuscrits italiens, selon Jacques Roubaud ces vidas permettaient au jongleur qui les racontait, de présenter des troubadours inconnus à un auditoire étranger comme celui des cours italiennes. Auditoire constitué principalement de lettrés provenant des milieux aristocratiques italiens et espagnols connaissant la poésie courtoise ancienne en langue d'oc. Cette exportation de la littérature d'oc vers les cours étrangères s'explique comme une conséquence de la disparition de plusieurs cours du Languedoc après la Croisade Albigeoise.

## Véracité des vidas
Les détails biographiques des vidas s'inspirent des poésies des troubadours dont elles évoquent la vie. Les auteurs ont peut être aussi interrogé des témoins ou repris des traditions orales. Certains détails évoqués dans ces vidas ont été vérifiés comme authentiques, mais en grande partie elles transmettent un passé légendaire dont un exemple connu est celui de la vida de Jaufré Rudel qui introduit le thème de l'amour lointain directement inspiré de sa chanson Lanquan li jorn.

## Exemple devida
Bernat de Ventadorn foguèt del castèl de Ventadorn e òme de paura generacion, filh d’un sirvent del castèl qu’escaudava lo forn e cosiá lo pan e sa maire amassava l’eisserment. Bèl òme èra, e adreit e saupèt plan cantar e trobar e èra cortés e ensenhat. Lo Vescomte, lo seu senhor de Ventadorn, s’estrambordèt de son trobar e li faguèt grand onor. E lo Vescomte aviá molhèr fòrt graciosa e gàia Dòna que se meravilhèt de las cançons d’en Bernat e s’enamorèt d’el e el de la Dòna ; tant e tant qu’el fasiá sas cançons d’ela, de l’amor que n’aviá e non fasiá mai que de la cantar. De temps durèt aquel amor abans que lo Vescomte e l’autra gent i faguèsson moment e quand lo Vescomte se n’avisèt s’estranhèt del trobador e faguèt sarrar e gardar la Dòna. E la Dòna donèt congèt a En Bernat que se’n anèsse fòra d’aquela encontrada.
El se’n anèt cò de la Duquessa de Normandia qu’èra jova e de granda valor e lo reçaupèt fòrt plan. De temps foguèt en sa cort e s’enmorèt d’ela e ela d’el e ne faguèt de bonas cançons. Sus aquelas entremièjas lo rei Enric d’Anglatèrra la prenguèt per molhèr e se la menèt dins son país. En Bernat demorèt deçà triste e dolent e se’n anèt al bon Comte de Tolosa ont demorèt d’aquí que lo Comte moriguèt. À sa mòrt, En Bernat, per aquela dolor, se rendèt a l’òrdre de Dalon e aquí finiguèt.
E lo Comte En Eble de Ventadorn, filh de la Vescomtessa qu’En Bernat aimèt, me contèt a ieu, Uc de Sant Circ, çò que ieu ai fait escriure d’En Bernat.

## Liens
- Littérature médiévale